# Adam Woods

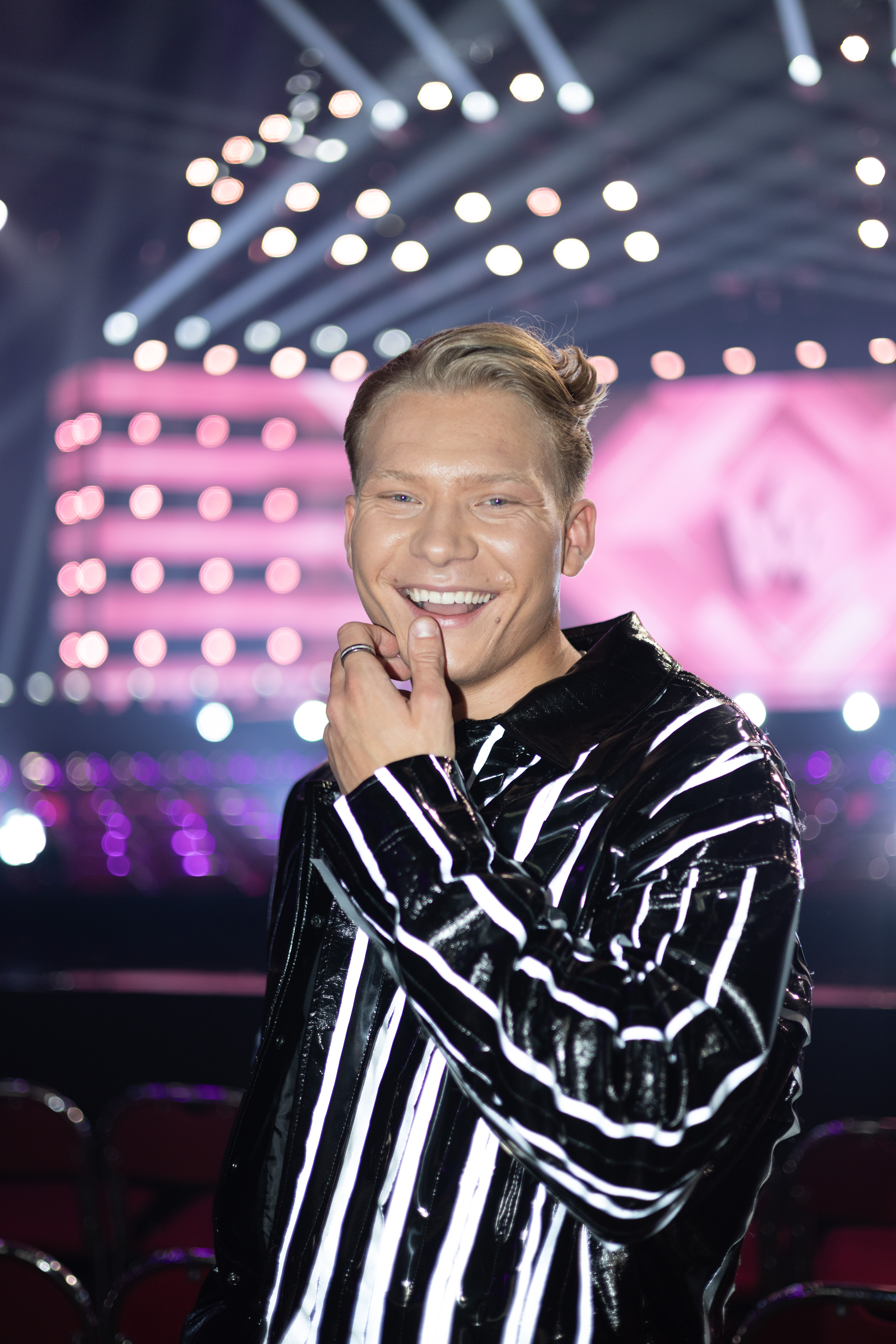
Adam Woods, 2024

Adam Woods (* 14. März 2001 als Adam Christopher Allskog) ist ein schwedischer Sänger.

## Leben
Woods wuchs in Vaxholm und Täby auf. 2018 und 2019 nahm er an Idol, der schwedischen Version von Pop Idol teil. Gemeinsam mit Jon Henrik Fjällgren und Arc North nahm Woods am Melodifestivalen 2023 teil. Das Trio qualifizierte sich für das Finale des schwedischen ESC-Vorentscheids. Mit ihrem Beitrag Where You Are (Sávečan) erreichten sie dort den vierten Platz der Gesamtwertung. Auch am Melodifestivalen 2024 nimmt Woods, diesmal als Solokünstler teil. Im ersten Halbfinale erreichte er den vierten Platz und stand damit in einer zweiten Abstimmungsrunde, die am Ende des fünften Halbfinales erfolgte. Dort schied er als Sechstplatzierter aus. Im Februar 2025 gewann der norwegische Sänger Kyle Alessandro den norwegischen ESC-Vorentscheid mit dem von Adams Woods mitgeschriebenen Lied Lighter.

## Diskografie
Singles

| Jahr | Titel Album               | Höchstplatzierung, Gesamtwochen, AuszeichnungChartsChartplatzierungen (Jahr, Titel, Album, Platzierungen, Wochen, Auszeichnungen, Anmerkungen) | Anmerkungen                                                                   |
| Jahr | Titel Album               | SE | Anmerkungen                                                                   |
| ---- | ------------------------- | --- | ----------------------------------------------------------------------------- |
| 2023 | Where You Are (Sávečan) – | SE6 (3 Wo.)SE | Erstveröffentlichung: 25. Februar 2023 mit Jon Henrik Fjällgren und Arc North |
| 2024 | Supernatural –            | SE46 (… Wo.)SE | Erstveröffentlichung: 3. Februar 2024                                         |